# Vanilla dietschiana
Vanilla dietschiana é uma espécie de orquídea, pertencente à família (Orchidaceae), anteriormente considerada a única espécie do gênero Dictyophyllaria, como D. dietschiana. O nome vem do grego diktyon, rede, e phyllarion, pequena folha, em referência ao padrão que recobre suas folhinhas. Existe apenas nas florestas da Serra do Mar em São Paulo, Santa Catarina e Espírito Santo.
Trata-se de espécie muito semelhante à maioria das outras espécies deste gênero, das quais se distingue por não ser espécie trepadeira, mas terrestre, apresentando caules paniculados à maneira de um arbusto. Aparenta-se também com Epistephium, por apresentar labelo livre da coluna e folhas reticuladas, além de crescimento simpodial.